# Ratpenat nassut bananer
El ratpenat nassut bananer (Musonycteris harrisoni) és una espècie de ratpenat endèmica de Mèxic.